# Zayn Malik
|  | «Zayn» redirigeix aquí. Si cerqueu la lletra de múltiples alfabets semítics, vegeu «Zain». |

Zayn Malik   (Bradford, 12 de gener de 1993), conegut simplement com a Zayn, és un cantant i compositor britànic, conegut per haver estat membre de la boy band One Direction. Després de fer una audició al concurs The X Factor i ser acceptat, la jutgessa Nicole Scherzinger va suggerir que formés part d'un grup, amb altres concursants, anomenat One Direction juntament amb Harry Styles, Niall Horan, Liam Payne i Louis Tomlinson. Un cop el grup es va crear, el membre del jurat Simon Cowell els va acompanyar fins a la final del programa i van quedar en el tercer lloc. Encara que no van guanyar, Cowell va pagar-los un contracte perquè signessin amb la discogràfica Syco.
En la seva carrera amb One Direction, ha compost temes com "Taken", "Everything About You", "Same Mistakes", "Last First Kiss" i "Summer Love", pertanyents als àlbums Up All Night i Take Me Home. El 2012 va ser nomenat la celebritat masculina més buscada de l'any.

## Biografia i carrera musical

### 1993-2010: primers anys i audició aThe X Factor

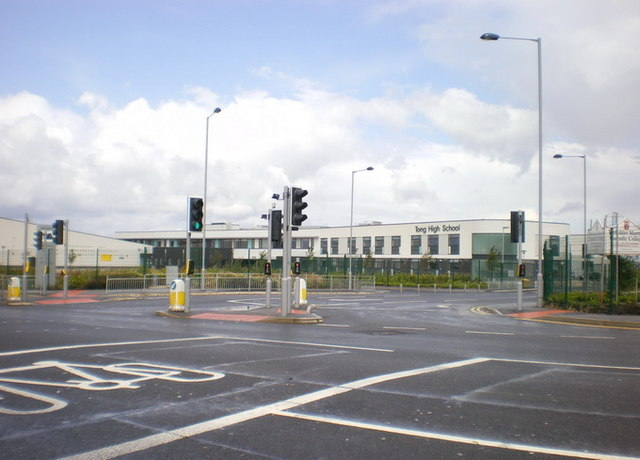
La Tong High School, lloc on va estudiar Zayn.

Zayn Malik va néixer el 12 de gener de 1993 a la ciutat de Bradford, Regne Unit. Fill de Yaser Malik i Tricia Brannan, té dues germanes menors, Waliyha i Safaa, a més d'una germana gran anomenada Doniya. Va créixer en l'àrea d'East Bowling, al sud de Bradford, i va estudiar a la Fields Primary School i la Tong High School. Quan Zayn era petit, mostrava ser una mica hiperactiu. En la seva adolescència, la seva mare va explicar al diari Daily Record que passava la major part del temps a l'ordinador escoltant música i cantant durant hores.
El 2009, va estar apunt per fer una audició al programa The X Factor, però es va retirar just abans pels nervis. Després, el 2010, va tornar a presentar-se amb la cançó «Let Me Love You» de Mario Dewar Barrett i va passar a la següent fase. No obstant això, es va refusar a ballar a causa que no hi havia perfeccionat els seus moviments, pel que va estar en risc de ser expulsat i no va qualificar en la categoria de «Nois» del programa. Tot i això, se li va donar l'oportunitat de seguir i va ser integrat a One Direction.

### 2010-2015: One Direction

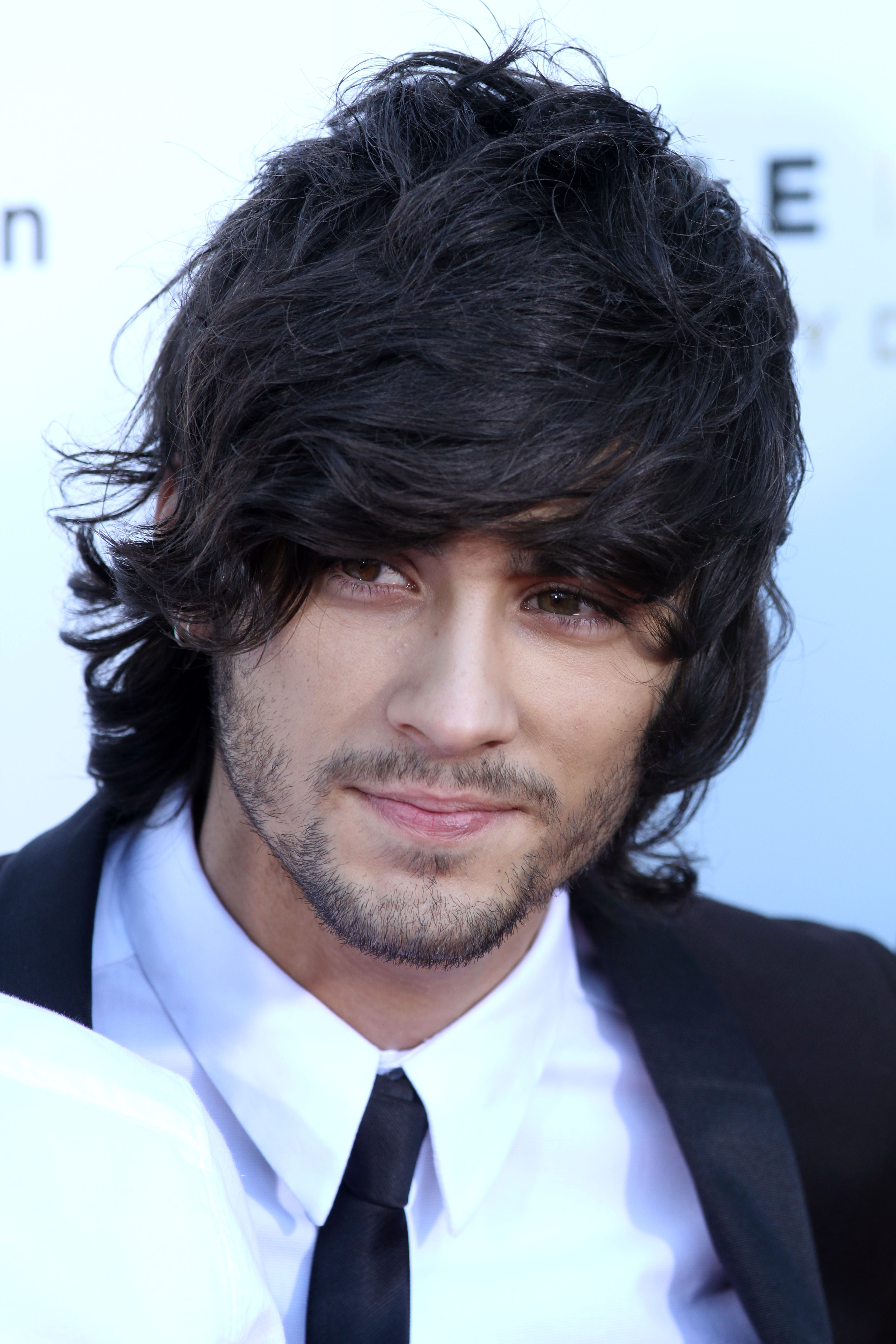
Zayn en els premis ÀRIA (26 de novembre de 2014).

Després d'audicionar per The X Factor, la jutgessa Nicole Scherzinger va suggerir que Zayn formés part d'un grup anomenat One Direction juntament amb Harry Styles, Liam Payne, Niall Horan i Louis Tomlinson. La creació del grup es va fer realitat i els cinc van ser apadrinats per Simon Cowell. Durant la competició, la banda va interpretar diferents temes com "My Life Would Suck Without You" de Kelly Clarkson i "Total Eclipse of the Heart" de Bonnie Tyler, convertir-los en un dels favorits per guanyar el concurs. No obstant això, van quedar en el tercer lloc, darrere de Rebecca Ferguson i el guanyador Matt Cardle. Tot i no haver guanyat, Cowell va pagar un contracte de dos milions de lliures perquè One Direction signés amb la discogràfica Syco.
El 2011, van llançar el seu primer àlbum d'estudi, Up All Night. Aquest va debutar en el número 1 de l' Billboard 200, el que va convertir a One Direction en el primer grup britànic que fa debutar el seu primer àlbum d'estudi en el número 1. El seu primer senzill, "What Makes You Beautiful", va aconseguir el número 1 en Irlanda, Mèxic i el Regne Unit. Els senzills posteriors, "Gotta Be You", "One Thing" i "More than This", van comptar amb un èxit moderat, sent reeixits en alguns països, però fracassos en d'altres. Per promocionar el disc, es van embarcar en el Up All Night Tour i van treure un DVD de la gira, anomenat Up All Night: The Live Tour.
Al novembre de 2012, van llançar el seu segon àlbum, Take Me Home. Aquest va comptar amb una recepció millor a la d'Up All Night, ja que va arribar a el nombre un en el Regne Unit, sent el primer disc del quintet que ho aconsegueix. També va aconseguir el primer lloc en Austràlia, Canadà, els Estats Units, Irlanda i Nova Zelanda. Els dos primers senzills d'aquest disc, "Live While We're Young" i "Little Things", van tenir una bona recepció. El primer, va aconseguir el primer lloc a Irlanda i Nova Zelanda, mentre que el segon va arribar a el primer lloc en el Regne Unit. El tercer i últim senzill, "Kiss You", va fracassar en vendes en la majoria dels països i no va aconseguir posicions destacades en comparació amb els dos llançaments previs d'One Direction. D'altra banda, junts van iniciar la seva segona gira Take Me Home Tour, que va recórrer quatre continents de tot el món ia més part d'ella va ser gravada per a la seva primera pel·lícula documental dirigida per Morgan Spurlock, anomenat This is Us.
En altres activitats, van realitzar un barreja de "One Way or Another" de Blondie i "Teenage Kicks" de The Undertones anomenada "One Way or Another (Teenage Kicks)", per tal d'ajudar a recaptar fons per a l'organització Comic Relief.

### 2015-actualitat: Retirada de One Direction
El 25 de març de 2015, finalitzant la segona etapa del On the Road Again Tour, Zayn va anunciar oficialment la seva retirada de One Direction. Entre els tants motius que va donar, va explicar que els últims cinc anys amb el grup havien estat «meravellosos»; va expressar que: 
 «La meva vida amb One Direction ha estat més del que alguna vegada vaig imaginar. Però, després de cinc anys, sento que ara mateix és el moment correcte de deixar la banda. M'agradaria disculpar-me amb les admiradores si vaig arribar a decebre a alguna, però he de fer el que sent el meu cor […] Me'n vaig perquè vull ser un noi normal de 22 anys que és capaç de relaxar-se i tenir un moment privat lluny de la multitud. Sé que tinc quatre amics per a la resta de la meva vida: Louis, Liam, Harry i Niall. Sé que seguiran sent la millor banda de món». 
 Després de les declaracions, els integrants restants es van mostrar tristos per la notícia, però van assegurar que el grup seguiria endavant amb la gira i que pròximament llançarien el seu cinquè àlbum. Igualment, el creador de la banda, Simon Cowell, va dedicar unes paraules a Zayn dient que se sentia completament orgullós d'ell i el recolzaria en els seus plans futurs.

## Influències i vida personal
El cantant va adoptar «Zayn Malik» com el seu nom artístic ja que pensa que es veu «més original» amb una «i» que amb una "i". Durant la seva estada a The X Factor, va mantenir una relació amorosa amb la concursant Rebecca Ferguson, que va durar al voltant de quatre mesos. Zayn té aquafobia, però tot i això li agraden molt els taurons, sobretot el tauró martell. La seva cançó favorita és "Thriller" de Michael Jackson, el seu àlbum és Graffiti de Chris Brown i el seu grup és N'Sync. En una entrevista amb VEVO, va declarar que abans de audicionar per The X Factor, solia ser una mica tímid i li feia por aparèixer davant les càmeres o massa gent. També va afegir que l'experiència que va tenir en el concurs el va ajudar a superar la seva por escènica. Ha citat a la música urbana, a la R & B i al rap com les seves principals influències musicals.
Des que tenia 15 anys, Zayn solia fumar cigarret, però a l'octubre de 2012 va expressar que estava preocupat per la seva salut i que anava a tractar deixar l'hàbit. També ha mostrat certa addicció als tatuatges. Zayn és musulmà, a causa que el seu pare és pakistanès. El gener de 2013, la cambrera australiana Courtney Webb va declarar al diari The Sun que havia tingut relacions sexuals amb Zayn després d'uns assajos que aquest va tenir. També va assegurar que quan es van conèixer, el cantant li va dir que era solter. Webb va revelar a més, dues suposades imatges on Zayn es trobava dormint amb ella al mateix llit. Sobre això, el cantant i Perrie Edwards, la seva parella en aquell moment, no van dir res. Després d'alguns mesos tots dos es van comprometre, però Zayn cancel·lar el compromís i va començar una relació amb la model Gigi Hadid. El març de 2018, va trencar la seva relació amb la model nord-americana encara que van reprendre la seva relació al juny d'aquest any.
Malik i Hadid van donar la benvinguda a la seva primera filla, Khai, el setembre del 2020.

## Discografia

### Amb One Direction
| Àlbums d'estudi - 2011: Up All Night - 2012: Take Me Home - 2013: Midnight Memories - 2014: Four extended play - 2011: Gotta Be You - 2012: More than This - 2012: iTunes Festival: London 2012 - 2012: Live While We're Young |

### Com a solista
| Àlbums d'estudi - 2016: Mind of Mine - 2018: Icarus falls - 2021: Nobody Is Listening Senzills - «Pillowtalk» - «Like i Would» - «Wrong» (ft. Kehlani) - «I Don't Wanna Live Forever» (con Taylor Swift) - «Still Got Time» (ft. PARTYNEXTDOOR) - «Dusk Till Dawn» (ft. Sia) Senzills promocionals - «It's You» - «Befour» Com a artista invitat - «Back to Sleep» [Remix] (ft. Chris Brown i Usher) - «Cruel» (ft. Snakehips) - «Freedun» (ft. M.I.A.) Altres cançons cartografiades - «She» - «Drunk» - «Rear View» - «Fool for You» - «TiO» - «Who» |